# Galeries Lafayette (Pau)
Les Galeries Lafayette est un grand magasin situé au no 20, place Georges-Clemenceau, à Pau, dans le département français des Pyrénées-Atlantiques, en région Nouvelle-Aquitaine.
À l'origine connu sous le nom de Nouvelles Galeries, puis Galeries Modernes, le bâtiment est exploité par l’enseigne Galeries Lafayette, propriété du groupe Galeries Lafayette, de 1983 à 2016.
Le bâtiment est, depuis novembre 2022, la propriété de la ville de Pau.

## Historique
En 1869, la toute jeune enseigne Nouvelles Galeries s’installent au no 2 de la rue du Maréchal-Joffre, constituant alors le premier grand magasin de la ville. Ce premier bâtiment, toujours existant, est l’œuvre de l’architecte palois Lucien Cottet.

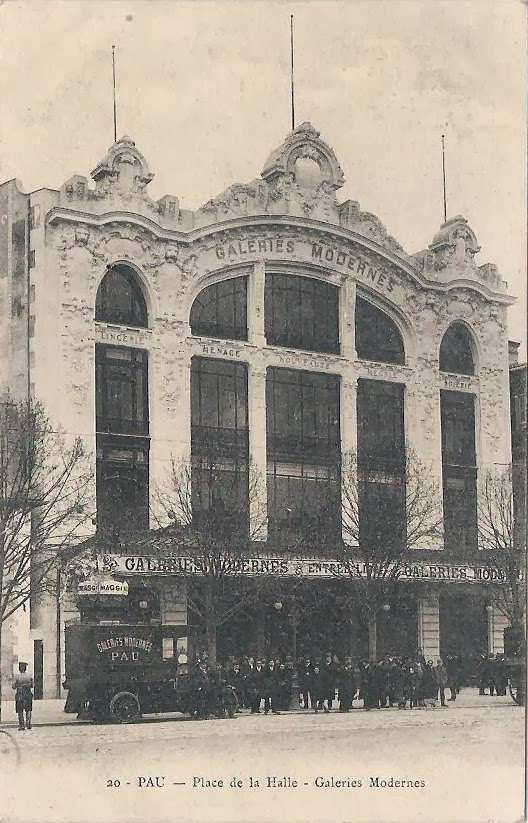
Galeries Modernes - Années 1920 - Pau

En 1907, l’enseigne se porte acquéreur d’un ancien hôtel particulier reconverti en hôtel de voyageurs, ayant jadis appartenu à la famille Bordenave d’Abère, en vue de le faire démolir. L’année suivante, celle-ci fait alors appel aux architectes stéphanois Léon et Marcel Lamaizière afin d’élever un vaste magasin. D’une conception moderne, celui-ci est entièrement pourvu d’une structure métallique en fer puddlé de type « Eiffel » et d’une façade en pierre de taille de style Art nouveau. Le bâtiment est officiellement inauguré le 21 avril 1910, en présence du maire de l’époque Alfred de Lassence et prend alors le nom de Galeries Modernes.
Entre 1929 et 1930, l’enseigne décide de moderniser la façade conjointement au réaménagement de la place Clemenceau et à la construction du palais des Pyrénées. La riche ornementation Art nouveau se voit donc disparaitre au profit d’un bâtiment de style Art déco, aux lignes plus légères.
Dans les années 1960, le magasin continue sa modernisation par l’installation d’une vaste marquise à l’entrée puis par l’arrivée des premiers escaliers mécaniques, la façade est également recouverte d'une doublure en verre. Le magasin reprend alors le nom de Nouvelles Galeries.
En 1983, l’enseigne Nouvelles Galeries est acquise par le groupe Galeries Lafayette mais l’établissement conserve néanmoins son nom. La façade retrouve son décor Art déco originel en 1997, par la suppression de la marquise et de la doublure vitrée. Une entrée donnant sur la rue Serviez fait également son apparition la même année.
Le 12 octobre 2006, à la suite d'une nouvelle campagne de rénovation de la place, l’établissement passe officiellement sous pavillon Galeries Lafayette.
Dans la nuit du 4 au 5 avril 2016, l’établissement est ravagé par un violent incendie d’origine accidentelle. Le bâtiment, ayant subi de nombreux dommages, ferme ses portes et l’enseigne est déplacée provisoirement à 200 mètres dans le centre commercial Bosquet.
Le bâtiment, acquis en 2021, par l'homme d'affaires Michel Ohayon, via son groupe Financière immobilière bordelaise, est depuis lors, en travaux, en vue d’une réouverture prévue pour l'année suivante.
En octobre 2022, la municipalité, devant l'incapacité du propriétaire à rénover, en raison notamment d'un coût trop important, annonce vouloir reprendre les rênes du projet en vue d'un rachat du site. Cette dernière rachète finalement les lieux le mois suivant pour 750 000 euros.
En mars 2024, le tribunal de Bordeaux valide le plan de sauvegarde présenté par le groupe Hermione. Ce plan prévoit la fermeture du magasin de Pau.
En juin 2025, La réhabilitation du bâtiment doit débuter avec vue sur les Pyrénées, rénovation totale.